# Зарічне сільське поселення (Великоустюзький район)
Зарі́чне сільське поселення (рос. Заречное сельское поселение) — сільське поселення у складі Великоустюзького району Вологодської області Росії.
Адміністративний центр — присілок Арістово.

## Населення
Населення сільського поселення становить 1399 осіб (2019; 2286 у 2010, 3543 у 2002).

## Історія
1924 року були утворені Грибинська сільська рада з центром у присілку Анцигіно, Парфеновська сільська рада з центром у присілку Парфеново, Пирзинська сільська рада з центром у присілку Пирза, Покровська сільська рада з центром в селі Чучери та Шемогодська сільська рада з центром у присілку Арістово. 1934 року центр Парфеновської сільради перенесено до присілка Крива Береза. В 1940-их роках центр Грибинської сільради перенесено до села Ільїнське, Пирзинська сільрада перейменована у Палемську сільську рада у зв'язку з перенесенням центра із присілка Пирза до села Палема. Тоді ж до складу Покровської та Палемської сільрад входило по 32 населених пункти, до складу Грибинсько сільради — 38 населених пунктів.
1951 року селище Сусоловка передане до складу Великоустюзького району Вологодської області зі складу Лальського району Кіровської області. Сусоловська сільська рада була утворена 1952 року, до її складу увійшли також селища Сєверний Усть-Алексієвського ліспромхоза та Палемської лісхімартелі. 1954 року до складу Покровської сільради приєднано Грибинську сільраду, до складу Шемогодської сільради — Насоновську сільську раду. 1958 року до складу Шемогодської сільради приєднано 11 присілків Парфеновської сільради — Аверкієво, Горлово, Копилово, Коренево, Красний Виселок, Мале Василисово, Мильна Гора, Павлов Починок, Подвірські, Рукавишниково. 1959 року до складу Парфеновської сільради передано 5 присілків Покровської сільради — Кібра, Команево, Ломтево, Слободка та Шастово. 1960 року до складу Покровської сільради приєднано Палемську сільраду, 12 присілків Покровської сільради за річкою Луза передано до складу Вікторовської сільської ради; у складі Покровської сільради залишилось 62 присілки з населенням 1478 осіб. В 1960-их роках центр Парфеновської сільради перенесено до присілка Карасово. Станом на 1999 рік до складу Вікторовської сільради входило 26 населених пунктів, до складу Парфеновської сільради — 26 населених пунктів, до складу Покровської сільради — 28 населених пунктів, до складу Шемогодської сільради — 33 населених пункти. У період 1974-2008 років ліквідовано 36 присілків Покровської сільради. В 2001 році ліквідовано присілки Високово, Луб'ягіно та Меріново Вікторовської сільради, присілок Іванниково Парфеновської сільради, присілки Шиловка та Шулепово Покровської сільради, присілки Велике Криловське, Івановське та Самойлов Починок Шемогодської сільради.
Станом на 2002 рік існували Вікторовська сільська рада (присілки Агеєво, Алексієвська, Анциферово, Баюшевська, Біляшкино, Биково, Бірічево, Вікторово, Гора-Семеновська, Ігнатьєвська, Істок, Копилово, Кушалово, Логіновська, Луза, Мартищево, Мітелево, Первомайське, Пополуткіно, Слінкіно, Тараканово, Філатово, Юр'євська), Парфеновська сільська рада (присілки Верхнє Грибцово, Верхній Заємкуч, Горяєво, Демидово, Деревенька, Карасово, Конково, Крива Береза, Кузьминська Виставка, Кузьминське, Куракіно, Мале Петровське, Нижнє Грибцово, Нижній Заємкуч, Нове Рожково, Нове Семенниково, Парфеново, Парфеновська Виставка, Пуста, Рожково, Семенниково, Слободка, Смолинська Виставка, Усов Починок, Шастово), Покровська сільська рада (села Ільїнське, Палема, присілки Бор, Буково, Велике Чебаєво, Висока, Грибино, Гришино, Ізмарухово, Ізонінська, Корольово, Кулаково, Лаврешово, Мале Чебаєво, Милославська, Михайловська, Новоселово, Нове Завраж'є, Підволоч'є, Прислон, Родіоновиця, Старе Завраж'є, Уткино, Холмець, Чучери, Яригіно) та Шемогодська сільська рада (присілки Арістово, Балагурово, Бахарево, Бернятіно, Великі Крутці, Великі Слободи, Вепрево, Верхнє Бородкино, Верхнє Панкратово, Горлово, Єдново, Клімлево, Козлово, Копилово, Кузнецово, Лучнево, Насоново, Нижнє Панкратово, Павшино, Підберез'є, Піньє, Погорілово, Подвірські, Поповське, Рукавишниково, Сондас, Угол, Федоровське, Чернаково, Чорна).
2006 року сільради були перетворені у сільські поселення. 13 квітня 2009 року ліквідовано Вікторовське сільське поселення, його територія увійшла до складу Покровського сільського поселення. 29 травня 2017 року ліквідовано Парфеновське сільське поселення, Покровське сільське поселення та Шемогодське сільське поселення, вони утворили нове Зарічне сільське поселення.
2020 року у складі сільського поселення були ліквідовані присілки Біляшкино, Мале Петровське, Насоново, Пуста, Сондас та Юр'євська.
1 січня 2022 року ліквідовано Сусоловське сільське поселення (селища Сєверний, Сусоловка, Хімзавод), його територія увійшла до складу Зарічного сільського поселення.

## Склад
До складу сільського поселення входять:
| Населений пункт                  | Населення, осіб (2002) | Населення, осіб (2010) |
| -------------------------------- | ---------------------- | ---------------------- |
| Агеєво, присілок                 | 0                      | 0                      |
| Алексієвська, присілок           | 2                      | 1                      |
| Анциферово, присілок             | 5                      | 3                      |
| Арістово, присілок               | 620                    | 444                    |
| Балагурово, присілок             | 0                      | 0                      |
| Бахарево, присілок               | 136                    | 81                     |
| Баюшевська, присілок             | 4                      | 0                      |
| Бернятіно, присілок              | 0                      | 0                      |
| Біляшкино, присілок              | 0                      | 0                      |
| Биково, присілок                 | 12                     | 4                      |
| Бірічево, присілок               | 2                      | 0                      |
| Бор, присілок                    | 1                      | 0                      |
| Буково, присілок                 | 7                      | 7                      |
| Велике Чебаєво, присілок         | 18                     | 18                     |
| Великі Крутці, присілок          | 0                      | 0                      |
| Великі Слободи, присілок         | 3                      | 0                      |
| Вепрево, присілок                | 16                     | 3                      |
| Верхнє Бородкино, присілок       | 6                      | 10                     |
| Верхнє Грибцово, присілок        | 18                     | 11                     |
| Верхнє Панкратово, присілок      | 7                      | 5                      |
| Верхній Заємкуч, присілок        | 8                      | 7                      |
| Висока, присілок                 | 2                      | 1                      |
| Вікторово, присілок              | 0                      | 0                      |
| Гора-Семеновська, присілок       | 0                      | 0                      |
| Горлово, присілок                | 0                      | 0                      |
| Горяєво, присілок                | 13                     | 9                      |
| Грибино, присілок                | 6                      | 6                      |
| Гришино, присілок                | 13                     | 10                     |
| Демидово, присілок               | 5                      | 1                      |
| Деревенька, присілок             | 4                      | 0                      |
| Єдново, присілок                 | 10                     | 5                      |
| Ігнатьєвська, присілок           | 0                      | 0                      |
| Ізмарухово, присілок             | 96                     | 48                     |
| Ізонінська, присілок             | 17                     | 7                      |
| Ільїнське, село                  | 155                    | 102                    |
| Істок, присілок                  | 0                      | 0                      |
| Карасово, присілок               | 250                    | 220                    |
| Клімлево, присілок               | 10                     | 1                      |
| Козлово, присілок                | 0                      | 0                      |
| Конково, присілок                | 21                     | 10                     |
| Копилово, присілок               | 0                      | 0                      |
| Копилово, присілок               | 10                     | 5                      |
| Корольово, присілок              | 8                      | 4                      |
| Крива Береза, присілок           | 3                      | 3                      |
| Кузнецово, присілок              | 54                     | 38                     |
| Кузьминська Виставка, присілок   | 4                      | 2                      |
| Кузьминське, присілок            | 4                      | 2                      |
| Кулаково, присілок               | 7                      | 1                      |
| Куракіно, присілок               | 2                      | 2                      |
| Кушалово, присілок               | 28                     | 19                     |
| Лаврешово, присілок              | 0                      | 0                      |
| Логіновська, присілок            | 6                      | 0                      |
| Луза, присілок                   | 2                      | 1                      |
| Лучнево, присілок                | 0                      | 0                      |
| Мале Петровське, присілок        | 0                      | 0                      |
| Мале Чебаєво, присілок           | 29                     | 31                     |
| Мартищево, присілок              | 5                      | 0                      |
| Милославська, присілок           | 0                      | 0                      |
| Михайловська, присілок           | 9                      | 5                      |
| Мітелево, присілок               | 0                      | 0                      |
| Насоново, присілок               | 0                      | 0                      |
| Нижнє Грибцово, присілок         | 9                      | 3                      |
| Нижнє Панкратово, присілок       | 8                      | 1                      |
| Нижній Заємкуч, присілок         | 0                      | 0                      |
| Нове Завраж'є, присілок          | 0                      | 0                      |
| Нове Рожково, присілок           | 2                      | 0                      |
| Нове Семенниково, присілок       | 0                      | 0                      |
| Новоселово, присілок             | 28                     | 18                     |
| Павшино, присілок                | 23                     | 13                     |
| Палема, село                     | 40                     | 25                     |
| Парфьоново, присілок             | 12                     | 7                      |
| Парфьоновська Виставка, присілок | 3                      | 0                      |
| Первомайське, присілок           | 131                    | 82                     |
| Підберез'є, присілок             | 4                      | 0                      |
| Підволоч'є, присілок             | 2                      | 2                      |
| Піньє, присілок                  | 6                      | 0                      |
| Погорілово, присілок             | 9                      | 6                      |
| Подвірські, присілок             | 15                     | 8                      |
| Поповське, присілок              | 5                      | 3                      |
| Пополутково, присілок            | 0                      | 0                      |
| Прислон, присілок                | 6                      | 1                      |
| Пуста, присілок                  | 0                      | 0                      |
| Родіоновиця, присілок            | 5                      | 2                      |
| Рожково, присілок                | 9                      | 3                      |
| Рукавишниково, присілок          | 43                     | 29                     |
| Семенниково, присілок            | 2                      | 2                      |
| Сєверний, селище                 | 464                    | 297                    |
| Слінкіно, присілок               | 8                      | 2                      |
| Слободка, присілок               | 4                      | 0                      |
| Смолинська Виставка, присілок    | 29                     | 17                     |
| Сондас, присілок                 | 0                      | 0                      |
| Старе Завраж'є, присілок         | 0                      | 0                      |
| Сусоловка, селище                | 910                    | 568                    |
| Тараканово, присілок             | 0                      | 0                      |
| Угол, присілок                   | 11                     | 7                      |
| Усов Починок, присілок           | 0                      | 0                      |
| Уткино, присілок                 | 7                      | 9                      |
| Федоровське, присілок            | 2                      | 2                      |
| Філатово, присілок               | 0                      | 0                      |
| Хімзавод, селище                 | 30                     | 13                     |
| Холмець, присілок                | 0                      | 0                      |
| Чернаково, присілок              | 6                      | 1                      |
| Чорна, присілок                  | 17                     | 4                      |
| Чучери, присілок                 | 56                     | 32                     |
| Шастово, присілок                | 3                      | 2                      |
| Юр'євська, присілок              | 0                      | 0                      |
| Яригіно, присілок                | 0                      | 0                      |